# 苗润圃
苗润圃（1948年—），河南开封人，汉族，中华人民共和国政治人物、第十一届全国人民代表大会河南地区代表。
毕业于北京师范大学化学专业。加入民革。担任开封市政协副主席。2008年起担任全国人大代表。